# Casale di Scodosia
Casale di Scodosia ist eine nordostitalienische Gemeinde (comune) mit 4630 Einwohnern (Stand 31. Dezember 2023) in der Provinz Padua in Venetien. Die Gemeinde liegt etwa 40 Kilometer südwestlich von Padua. Die nächstgrößere Stadt ist Montagnana. 

## Trivia
In Casale di Scodosia wurde 2009 das längste Brötchen (Guinness-Buch der Rekorde: largest panini) über 2 Kilometer gebacken.